# تفنگداران (فیلم ۲۰۲۵)
هفت‌تیرکش‌ها (انگلیسی: Gunslingers) یک فیلم اکشن و وسترن آمریکایی محصول سال ۲۰۲۵ به نویسندگی، تهیه کنندگی، کارگردانی و تدوین برایان اسکیبا با بازی استیون درف، هدر گراهام و نیکلاس کیج است.
این فیلم در سینماهای منتخب در ایالات متحده اکران شد و در ۱۱ آوریل ۲۰۲۵ به صورت ویدیویی منتشر شود.

## خلاصه داستان
در شهری به نام رستگاری، کلر تفنگچی (استیون درف) اصلاح‌شده و بن دیوانه (نیکلاس کیج) توسط رهبر روحانی بنام جریکو (کستاس مندیلر) به سمت احقاق حق هدایت می‌شوند. در حالی که با تاریخ‌های خشونت‌آمیز خود روبرو می‌شوند، صلح تازه یافته آنها با خشونت و انتقام به چالش کشیده می‌شود.

## بازخوردها
- در وب‌سایت جمع‌آوری نقد راتن تومیتوز براساس رای ۱۷ نقد منتقد، دارای میانگین امتیاز ۳ از ۱۰ است.
- در متاکریتیک که از میانگین وزنی استفاده می‌کند، بر اساس چهار منتقد، به فیلم امتیاز ۲۲ از ۱۰۰ را داده است که نشان دهنده نقدهای "به طور کلی نامطلوب" است.